# Кейт Вільгельм
Кейт Вільгельм (англ. Kate Wilhelm; 8 червня 1928, Толідо, Огайо — 8 березня 2018, Юджін, Орегон) — американська письменниця в жанрах наукової фантастики, фентезі, містики, окультної, детективної  та психологічної прози.
Авторка роману «Там, де до пізньої пори птахи так солодко співали» (англ. «Where Late the Sweet Birds Sang»), що отримав премію Г'юго.

## Біографія
Кетті Гертруда Мередіс народилася в Толідо, штат Огайо в родині Джес і Енн Мередіс. Закінчила школу в Луїсвілл (Кентуккі). Після школи змінила багато робочих місць, зокрема працювала моделлю, продавчинею, телефоністкою і страховою агенткою. Цікавилась астрономією, спелеологією і гіпнозом.
Уперше одружилася з Джозефом Вільгельмом в 1947, народила двох синів, розлучилася в 1962 році. В 1963 році взяла шлюб з Деймоном Найтом. Проживала з чоловіком у містечку Юджін (Орегон) і після його смерті в 2002 до власної, 8 березня 2018 року.

### Літературна діяльність
У жовтневому випуску журналу «Fantastic» в 1956 році опубліковано перше оповідання Кейт Вільгельм «The Pint-Size Genie», наступного року вона опублікувала «The Mile-Long Spaceship» в журналі «Аналог: наукова фантастика та факти» під редакцією Джона Кемпбелла. В наступні два роки опублікувала більш як десять творів, а першим романом став містичний детектив «Гіркіше ніж смерть» (англ. «More Bitter Than Death», 1963). Перший науково-фантастичний роман «Клон» (англ. «The Clone», 1965), написаний у співавторстві з Теодором Томасом, номінувався на першу премію «Неб'юла».
Кейт Вільгельм з Деймоном Найтом заснувала дві школи майстерності для фантастів-початківців «Clarion Writers Workshop» і «Milford Writer's Workshop» у місті Мілфорд (Пенсільванія). Часто зібрання проводилися в їхньому домі. Після смерті чоловіка письменниця і далі приймала в себе щомісячні зібрання, а також виступала на них.

## Нагороди і визнання
У 2003 році Кейт Вільгельм включено до «Залу слави наукової фантастики і фентезі».
За значний внесок у формування наукової фантастики і фентезі в 2009 році вона отримала премію Состіс (англ. Solstice Award) від Американської асоціації письменників-фантастів. А в 2016 цю нагороду перейменували на її честь: премія Солстіс імені Кейт Вільгельм (англ. Kate Wilhelm Solstice Award).
За свої твори Кейт Вільгельм отримала:
- Премія «Неб'юла» за найкраще оповідання 1968 за оповідання «Планувальники» (англ. «The Planners»)[7].
- Премія «Г'юго» за найкращий роман 1977 за роман «Там, де до пізньої пори птахи так солодко співали» (англ. «Where Late the Sweet Birds Sang»)
- Премія «Локус» за найкращий фантастичний роман 1977 за роман «Там, де до пізньої пори птахи так солодко співали» (англ. «Where Late the Sweet Birds Sang»)
- Премія «Неб'юла» за найкращу коротку повість 1986 за повість «Дівчина, що впала в небо» (англ. «The Girl Who Fell into the Sky»)
- Премія «Неб'юла» за найкраще оповідання 1987 за оповідання «Назавжди твоя, Анна» (англ. «Forever Yours, Annay»)
- Премія «Г'юго» за найкращу книгу про фантастику 2006 за книгу «Казкар: Письмові уроки і більше за 27 років школи фантастів в Кларіоні» (англ. «Storyteller: Writing Lessons and More from 27 Years of the Clarion Writers' Workshop»)

### Фантастичні романи
- «Клон» (англ. «The Clone», 1965) — номінант на премію «Неб'юла»
- «Справа ніколичасів'я» (англ. «The Nevermore Affair», 1966)
- «Вбивча штука» (англ. «The Killer Thing», 1967)
- «Нехай полум'я впаде» (англ. «Let the Fire Fall», 1969)
- «Рік хмари» (англ. «The Year of the Cloud», 1970)
- «Маргарет та я» (англ. «Margaret and I», 1971) — номінант на премію «Неб'юла»
- «Місто Каїна» (англ. «City of Cain», 1974)
- «Там, де до пізньої пори птахи так солодко співали» (англ. «Where Late the Sweet Birds Sang», 1976)
- «Час ялівцю» (англ. «Juniper Time», 1979) — номінант на премію «Неб'юла»
- «Відчуття тіні» (англ. «A Sense of Shadow», 1981)
- «Ласкаво просимо, хаосе» (англ. «Welcome, Chaos», 1983)
- «Улюбленці Гайсмена» (англ. «Huysman's Pets», 1985)
- «Скажений час» (англ. «Crazy Time», 1988)
- «Затока Кембіо» (англ. «Cambio Bay», 1990)

### Серія детективів про Барбару Голловей (англ.Barbara Holloway)
Серія детективно-фантастичних та детективних романів про Барбару Голловей — адвокатку з Юджина, штат Орегон, яка розслідує містичні події разом з батьком Френком Голловеєм:
- «Підтверджена смерть: таємниця хаосу» (англ. «Death Qualified: A Mystery of Chaos», 1991)
- «Найкращий захист» (англ. «The Best Defense», 1994)
- «На захист» (англ. «For the Defense», 1996)
- «На захист диявола» (англ. «Defense for the Devil», 1999)
- «Без захисту» (англ. «No Defense», 2000)
- «Відчайдушні міри» (англ. «Desperate Measures», 2001)
- «Зрозумілі і переконливі докази» (англ. «Clear and Convincing Proof», 2003)
- «Непрошена правда» (англ. «The Unbidden Truth», 2004)
- «Спритність рук» (англ. «Sleight Of Hand», 2006)
- «Неправильна смерть» (англ. «A Wrongful Death», 2007)
- «Холодна справа», (англ. «Cold Case», 2008)
- «Небеса високо» (англ. «Heaven is High», 2011)
- «Каменем, мечем, вогнем» (англ. «By Stone, By Blade, By Fire», 2012)
- «Любе дзеркальце, скажи» (англ. «Mirror, Mirror», 2017)

### Серія фантастичних детективів про Чарлі Мейклджона і Констанцію Лейд (англ.Constance Leidl and Charlie Meiklejohn)
- «Пастка Гамлета» (англ. «The Hamlet Trap», 1987)
- «Темні двері» (англ. «The Dark Door», 1988)
- «Розумний будинок» (англ. «Smart House», 1989)
- «Солодка, солодка отрута» (англ. «Sweet, Sweet Poison», 1990)
- «Сім видів смерті» (англ. «Seven Kinds of Death», 1992)
- «Прошепочи її ім'я» (англ. «Whisper Her Name», 2012)

### Інші містичні і детективні романи
- «Гіркіше ніж смерть» (англ. «More Bitter Than Death», 1962)
- «Тест Клевістона» (англ. «The Clewiston Test», 1976)
- «Лінії провини» (англ. «Fault Lines», 1977)
- «О, Сюзанно!» (англ. «Oh, Susannah!», 1982)
- «Справедливість для декого» (англ. «Justice for Some», 1993)
- «Гарні діти» (англ. «The Good Children», 1998)
- «Найглибша вода» (англ. «The Deepest Water», 2000)
- «Скелети: роман невизначеності» (англ. «Skeletons: A Novel of Suspense», 2002)
- «Ціна тиші» (англ. «The Price of Silence», 2005)
- «Смерть художника» (англ. «Death of an Artist», 2012)

### Нехудожня література
- Казкар: Письмові уроки і більше за 27 років школи фантастів у Кларіоні (англ. Storyteller: Writing Lessons & More from 27 Years of the Clarion Writers' Workshop, 2005)

### Віршовані твори
- «Альтернативи» (англ. «Alternatives», 1980)
- «Чотири сезони» (англ. «Four Seasons», 1980)
- «Ніхто не слухає» (англ. «'No One Listens», 1980)
- «Орел» (англ. «The Eagle», 1980)